# Lohberg
Lohberg je obec v zemském okrese Cham v Bavorském lese v Německu. Nachází se přibližně 20 kilometrů od českých hranic. V obci žije přibližně 1 900 obyvatel. V obci se nachází zoologická zahrada. Obcí protéká potok Mühlbach, který se v obci vlévá do řeky Bílá Řezná. V obci se nachází také pivovar Späth Bräu Osser Bier GmbH, který funguje od roku 1861.

## Historie
Lohberg je poprvé zmiňován v desátkových knihách kláštera Rott am Inn. Území, kde se obec nachází, bylo určeno k osídlení již v roce 1279. V roce 1538 byla v obci postavena první sklářská huť. Roku 1698 zde byl postaven kostel sv. Walburgy. Mezi lety 1910–1931 byla vybudována státní silnice č. 2154, která vede skrz centrum obce. V roce 1922 se obec stává vlastní farností.[ujasnit]

## Zoologická zahrada
Místní zoologická zahrada byla založena v roce 1989,stála 3,25 milionu marek. Zahrada je zaměřena na zvířata, která se vyskytují v Bavorském lese. Při oslavách v roce 2014 bylo uvedeno, že přibližně 25 procent návštěvníků je z České republiky.

## Části
Obec má celkem 26 částí
- Altlohberghütte
- Berghäusl
- Christlhof
- Eben
- Ebensäge
- Eggersberg
- Hinterschwarzenbach
- Impflgut
- Lissen
- Lohberg
- Lohberghütte
- Lohhäusl
- Mooshütte
- Oberhaiderberg
- Scheiben
- Schneiderberg
- Schrenkenthal
- Schwarzau
- Schwarzenbach
- Seehütte
- Silbersbach
- Sommerau
- Thürnstein
- Untereggersberg
- Unterhaiderberg
- Zackermühle

## Znak

Znak

Znak odkazuje na vznik obce Lohberg. Obec vznikla sloučením několika obcí a to na znaku přípomíná černý pruh. Olivová ratolest odkazuje na svatou Walburgu, která je patronkou kostela. Džbán odkazuje na sklářskou tradici. 